# روزا ناميسيس
فيسوليلا روزاليندا (روزا ناميسيس) (بالإنجليزية: Rosa Namises)‏، ولدت عام 1958 ولُقبت بروزا لوكسمبورغ لناميبيا، هي سياسية ناميبية ناشطة في مجال حقوق الإنسان وقائدة الشعب الخوماني (Khomanin people). هي عضو سابق في البرلمان وعضو مؤسس وأمين عام سابق لمجلس الشيوخ الناميبي للديمقراطيين (CoD). وهي أيضا صوت بارز في القضايا الجنسانية وانتهاكات حقوق الإنسان والعنف ضد النساء والأطفال في ناميبيا، ومديرة منظمة المرأة التضامنية في ناميبيا، وعملت في مركز دولام السكني لرعاية الطفل، وهو مركز للرعاية النهارية للأطفال الذين لديهم قابلية للتعرض للأذى النفسي أو الجسدي.

## النشأة والتعليم
وُلدت ناميسيس في 20 أبريل 1958 في موقع قديم لويندهوك (عاصمة ناميبيا) وهي واحدة من أصل تسعة أطفال لوالديها، وقد نشأت مع والدها إلى أن كان عمرها 15 عامًا، بعدها ذهبت إلى مدرسة أوغسطينوم الثانوية في ويندهوك. عملت بعد التخرج أولًا كمنظفة، ثم كمساعد تمريض بعد ذلك، إلى أن أكملت تسجيلها الجامعي عن طريق دورة بالمراسلات مع كلية سوكسيس.
في البداية قادها نشاطها السياسي إلى السجن ثم إلى المنفى، وهي الظروف التي أجبرتها على التوقف عن تعليمها. وفي عام 1990 عندما أصبحت ناميبيا مستقلة، قامت باستكمال دراستها. حتى حصلت على دبلوم في تعليم الكبار والتعليم الأساسي من UNISA ودبلوم في تطوير وتنمية النوع الاجتماعي من جامعة لندن. وحصلت أيضًا على دبلوم المرأة في الإدارة، وكذلك على بعض التعليم شبه القانوني، واكتسبت مهارات الاستشارة والتيسير.

## الحياة السياسية
في أوائل الثمانينيات، انضمت ناميسيس إلى حزب سوابو (SWAPO) غير القانوني آنذاك. نظمت اجتماعات، واكتسبت أعضاء جدد، ووزعت مواد ترويجية. تم القبض عليها وأمضت شهرين في الحبس الانفرادي، لكن سرعان ما عادت إلى سابق ناشطها. في عام 1985، فقدت وظيفتها في المستشفى بعد أن شوهدت وهي تمسك يد طبيب أبيض، منتهكة بذلك قانون الفصل العنصري. وسُجنت أيضًا للمرة الثانية بسبب أنشطتها السياسية، وهذه المرة لمدة 14 شهرًا.
بمجرد إطلاق سراحها، عرضت عليها الكنيسة الكاثوليكية وظيفة مسؤولة عن تنمية المجتمع. في نفس العام، تم إطلاق سراح بن أولينغا من سجن جزيرة روبن. التقى ناميسيس وأولينغا وأصبحا متقاربين عاطفيًا بعد ذلك بوقت قصير. كانت حاملاً في طفلها الثاني عام 1987 لكن بالرغم من ذلك ما زالا يرفضوا الزواج من بعضهم البعض، تم فصل نايمسيس حيث تخلت عن إيمانها الكاثوليكي في ذلك الوقت، ولهذا السبب تم إرسال ناميسيس إلى المنفى، والعمل في أوروبا والولايات المتحدة الأمريكية. لم تعد إلا بعد استقلال ناميبيا في عام 1990. ولم يمض وقت طويل على اكتشاف عدة انتهاكات سابقة لحقوق الإنسان ارتكبتها منظمة سوابو. عندما أقر الحزب الصمت بدلاً من إعادة تقييم ما حدث، انقطعت ناميسيس عن SWAPO في عام 1992.
عندما تأسس مجلس الشيوخ للديمقراطيين (CoD) في عام 1999، كانت ناميسيس أحد الأعضاء المؤسسين له. وفي الانتخابات البرلمانية التالية، حصل المجلس على سبعة مقاعد، وأصبحت ناميسيس أمينًا عامًا عضوًا في البرلمان للجمعية الوطنية الثالثة. عندما حصل المجلس على خمسة مقاعد فقط في الانتخابات عام 2004، كانت ناميسيس أحد السياسيين الذين لم يعودوا إلى البرلمان. ومع ذلك، بعد طرد الحزب لنورا شيمينج تشيس في عام 2009، شغلت ناميسيس مقعدها للفترة المتبقية من الفترة التشريعية.

## نشاطها
مع دخول وخروج ناميسيس من السياسة، أمضت الوقت بين الناشطة والضاغطة السياسية. وكان أول دور رسمي لها هو عملها في مركز المساعدة القانونية في أوائل التسعينيات، وهي وظيفة شغلتها بعد تركها سوابو. ساعدت في اكتشاف ومكافحة انتهاكات حقوق الإنسان هناك، وهي خطوة وصفتها بالانتقام.
تعمل ناميسيس مديرة منظمة لجمعية المرأة التضامنية في ناميبيا، وهي منظمة تحارب العنف ضد النساء والأطفال. تعتبر ناميسيس أيضًا المؤسسة والمديرة الرئيسية لمركز دولام السكني لرعاية الطفل، ويوجد حاليًا 21 طفلا في المركز.

## في وسائل الإعلام
- روزا وأوريا، فيلم ألماني عن حياة روزا ناميسيس وأوريا كاريير عشية الاستقلال الناميبي. [8]
- صورة لامرأة مثيرة للإعجاب، بقلم دورا بورير.[9]